# Ođđasat
Ođđasat - nordsamiska för "nyheter" - är ett av NRK, SVT och Yle samproducerat nyhetsprogram på samiska. 
Programmet belyser frågor som rör Sameland i Sverige, Norge, Finland och Ryssland. Därtill bevakas  urfolksfrågor över hela världen.  Redaktioner finns i Karasjok, Enare och Kiruna. Huvudredaktion finns i NRK Sápmi:s redaktion i Karasjok i Finnmark.
Programmet textas på norska, svenska eller finska beroende på om det sänds av NRK, SVT eller Yle. Till skillnad från de flesta andra nordiska nyhetsprogram använder man sig av dubbning av intervjuer på andra språk än de samiska språkvarianterna.
Programmet hade premiär den 20 augusti 2001 då det enbart sändes av NRK och SVT. Yle deltog inledningsvis inte i samarbetet, utan började sända några månader senare.